# Каиентаи
Каиентаи (јап. 海援隊) у преводу "Поморска група за подршку" била је компанија за трговину и бродарство али је служила и као приватна морнарица. Данас се сматра првом таквог типа у историји модерне корпорације Јапана. Њено првобитно име било је Камејама Шачу (Kameyama Shachū) (亀山社中, у преводу "Компанија Камејама"), и основао је Сакамото Рјома у Нагасакију, године 1865. током бурног Бакумацу периода када се Јапан будио из вишегодишње изолације тежећи модернизацији и бегу од феудалног система. Финансиран је од стране клана из области Сацума као и од других мањих група. 

## Чланови

### Рођени у Тоси
- Сакамото Рјома – вођа и оснивач Каиентаија
- Савамура Сонођо
- Сасаки Такајуки – вођа након смрти оснивача Сакамота
- Нагаока Кеничи
- Ишида Еикичи
- Сакамото Нао
- Сугано Какубеи
- Ђингу Уманосуке
- Номура Кореаки

### Рођени у Ечизену
- Секи Јошиоми
- Ватанабе Гохачи
- Одани Козо

### Рођен у провинцији Кишу
- Муцу Мунемицу